# Haukijärvi (sjö i Finland, Kajanaland, lat 65,35, long 28,82)
Haukijärvi är en sjö i Finland. Den ligger i kommunen Suomussalmi i landskapet Kajanaland, i den nordöstra delen av landet, 600 km norr om huvudstaden Helsingfors. Haukijärvi ligger 241,7 meter över havet. Arean är 2,02 kvadratkilometer och strandlinjen är 11,87 kilometer lång. Sjön  ingår i Uleälvens huvudavrinningsområde. 